# 深丘福德宮
25°00′41″N 121°28′04″E / 25.011307°N 121.467781°E
深丘福德宮，是位於臺灣新北市板橋區深丘里、深丘公園的土地祠，轄管深丘、東丘、香丘、民生、長安、東安、西安、福丘此8里，先後因興建臺北縣議會大樓、新板特區而遷移。

## 沿革

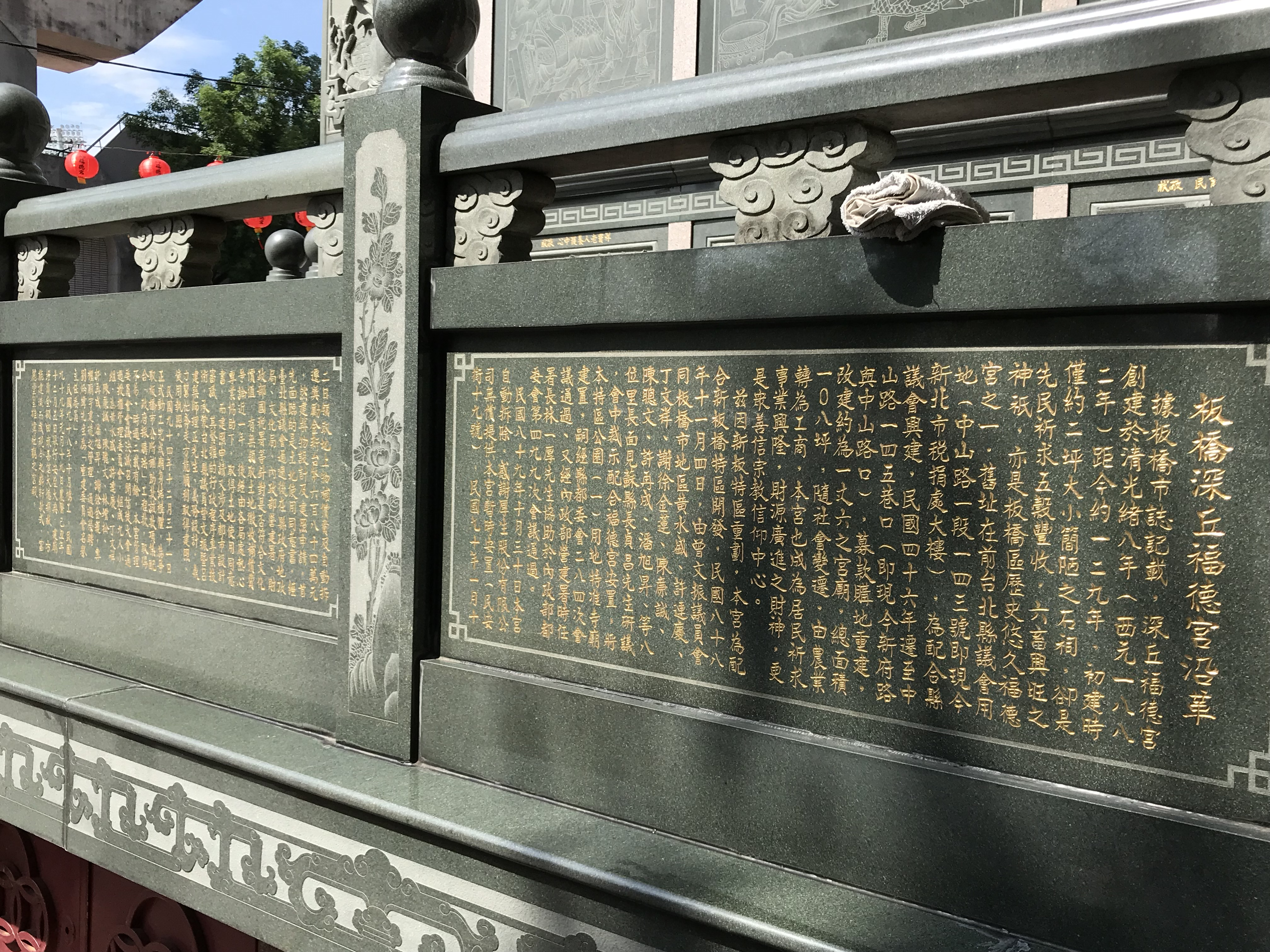
沿革

深丘福德宮原坐落在台北縣議會舊址，地址是中山路一段143號（今新北市稅捐稽徵處），早期為農民以泥燒製作土地公婆神像在農地作供奉，於光緒八年（1882年）創立。1956年，臺北縣政府興建臺北縣議會大樓，徵收板橋鎮深丘段238地號的兩筆耕者有其田放領地。原址的廟方以地易地方式，改至中山路一段145巷口，廟地原為潘姓地主所有。早年廟方購買廟地時尚未辦理寺廟登記，未具法人身分，無法將土地登記在管委會名下。1983年重新整修。1984年，管委會將廟地贈與板橋市公所；原因一說廟方不堪繳稅，或未具有法人身分的廟方擔心登記在私人名下恐衍生土地繼承問題。
尤清任臺北縣縣長任內將新板特區計畫面積由原來19公頃擴大至48公頃，包含了基地面積約10000坪的厚生公司板橋廠。特區分成三期推動，其中第三期就是厚生公司等民間土地開發案。特區規劃特甲三道路時，剛好經過深丘福德宮。廟宇本來要遷到遠處，信徒卻不依。當時，由尤清允諾廟宇可遷至厚生公司板橋廠舊址。

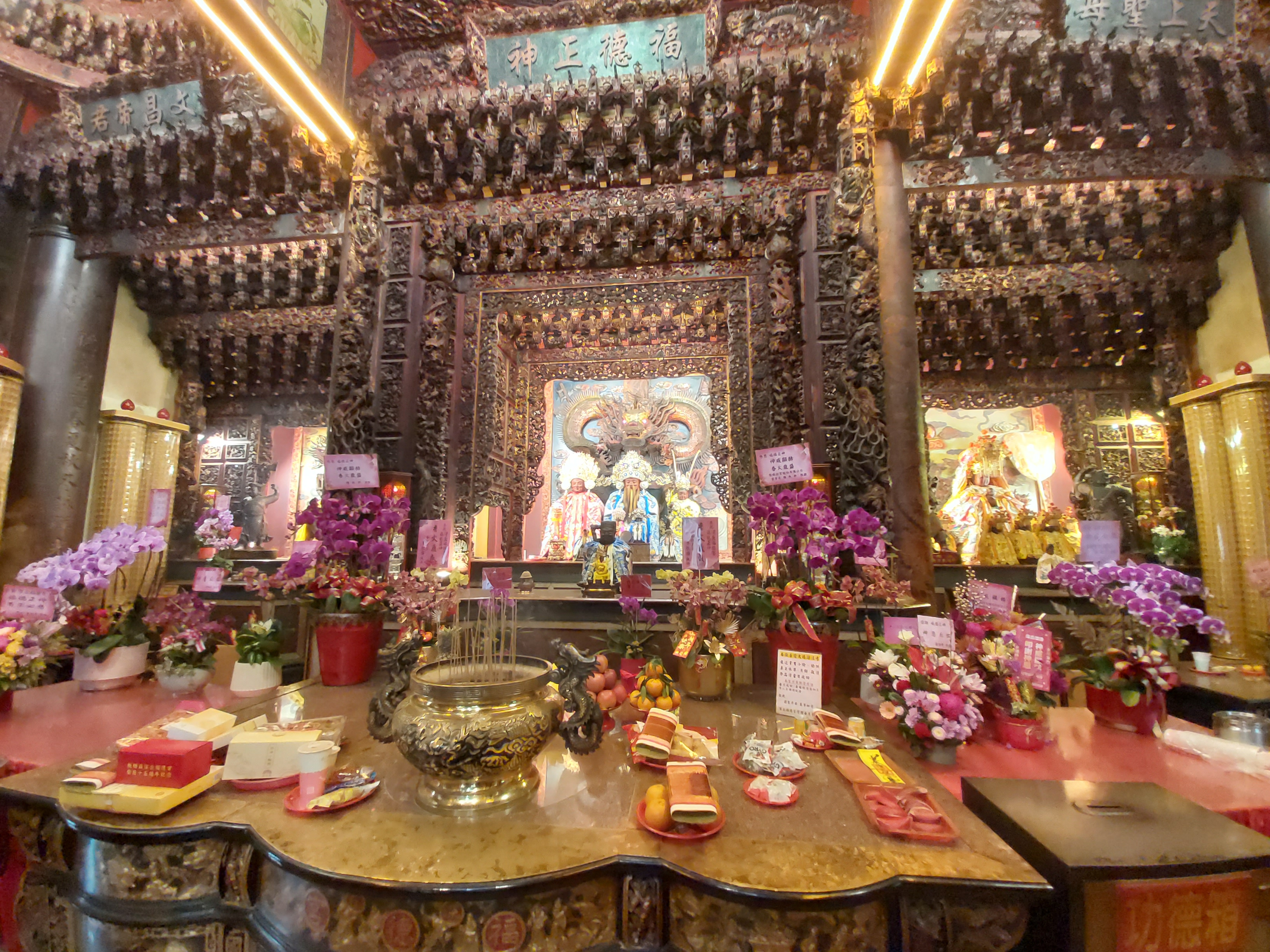
神龕

1999年，廟身受新縣府大樓建造影響，傾斜、地面龜裂。該年11月，由於三期區段徵收範圍尚未經內政部都市計畫委員會審議通過，縣長蘇貞昌與廟方、地方民代協調，先將此廟暫置在厚生公司板橋廠的民安街土地。新廟地則是占地137坪的公園預定地，由廟方向縣府簽約承租50年。該公園名為「特專六公園」或稱「深丘公園」。
本來計畫道路預計2000年10月初發包，遭廟方以希望直接搬到公園預定地為由拒絕拆遷。2000年2月28日，板橋市公所邀集西安里里長黃水盛、東丘里里長丁文祥、福丘里里長謝徐金蓮、香丘里里長許連慶及善信協調拆遷。同年6月13日，面對臺北縣議員王景源質疑為何新板特區第三期動工緩慢，臺北縣政府地政局局長孫寶鉅表示，工程延誤卡在深丘福德宮與活動中心，雖縣府已找到安置的地點，但依民間習俗遷廟還要擲筊決定，縣府也拜託縣議員曾文振出面協助。
之後，臺北縣政府工務局拆除大隊發公文宣告將於10月3日拆廟，里長陳廉誠揚言將發動附近8個里500多位居民抗議，地政局只好緊急於9月25日開會協調。同月29日，蘇貞昌再度協調，當廟方要求蘇貞昌擲筊來決定是否搬遷，蘇貞昌以唐朝文豪李商隱「不問蒼生問鬼神」的唐詩名句表示拒絕，但同意拆遷期限延到10月18日。廟方選定10月17日為黃道吉日，搬遷至厚生公司在民安街19號的土地。
2003年11月報導，板橋市公所將編列預算新台幣3500萬元作建廟經費。同年12月2日，在區運路與新站路口的新廟地舉行奠基動土典禮，主祭由曾參寶擔任，陪祭者包括板橋市市長林鴻池、立法委員李文忠、立法委員鄭逢時、縣議員曾文振、縣議員黃瑞燦、廟方主委黃水盛、廟方總幹事丁文祥等人。新廟址為區運路77號，廟內佔僅50多坪。原預定2007年10月完工安座，但直到該年11月8日，板橋市公所才發函同意將補償費新台幣3000萬元分三期撥給廟方使用，工程延宕。

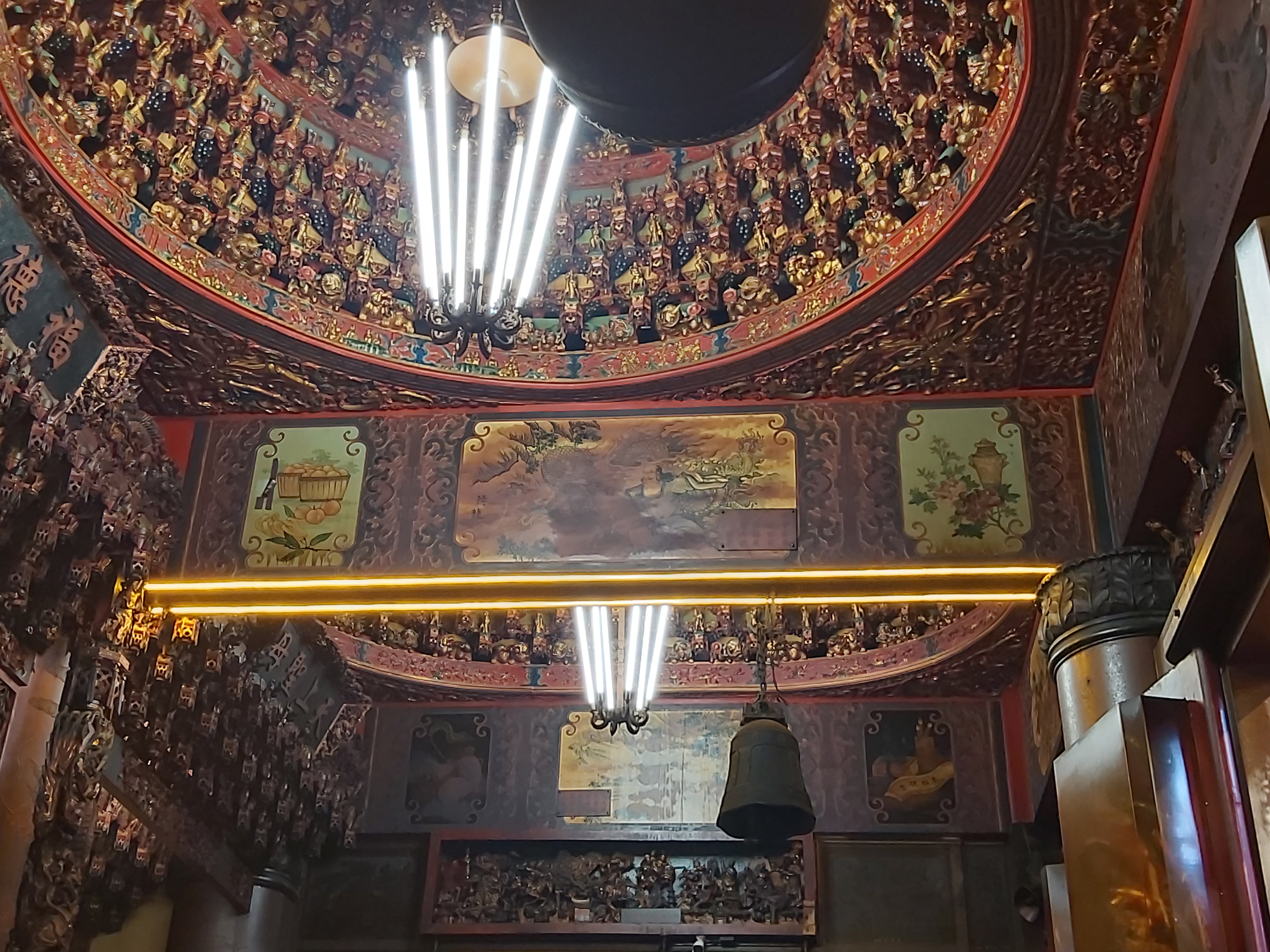
屋架彩繪

2010年1月19日，舉行建廟完竣晉座，總統府秘書長廖了以及縣長周錫瑋、立委林鴻池、立委吳清池、板橋市市長江惠貞及多名縣議員、板橋市民代表都到場參與。廟宇對面是板橋體育場，左鄰「巴黎16區」、後倚「橋峰A+」等建案。地價在2011年報導時，廟地估價近3億元。2015年時，不動產公司統計，全台位於豪宅地段最有名的三大土地祠，分別位於內湖五期重劃區灣仔庄福德堂的土地公廟、新板特區的深丘福德宮、及台中七期重劃區的惠來里福德祠。

## 祭祀
深丘福德宮管轄深丘、東丘、香丘、民生、長安、東安、西安、福丘等8里，涵蓋新板特區等精華地區。轄區包含新北市政府等政府機關，附近的機關員工逢年過節都會準備祭品來祈求平安。每逢農曆二月初二慶典，參拜信徒絡繹不絕。廟宇常被購屋族視為嫌惡設施，也常被當作砍價籌碼，但土地公因是親和力高的正神，反而深受居民喜愛。
當初建廟的泥塑土地公婆神像仍供奉在大殿，還祭祀天上聖母與文昌帝君、觀世音菩薩、中壇元帥等。

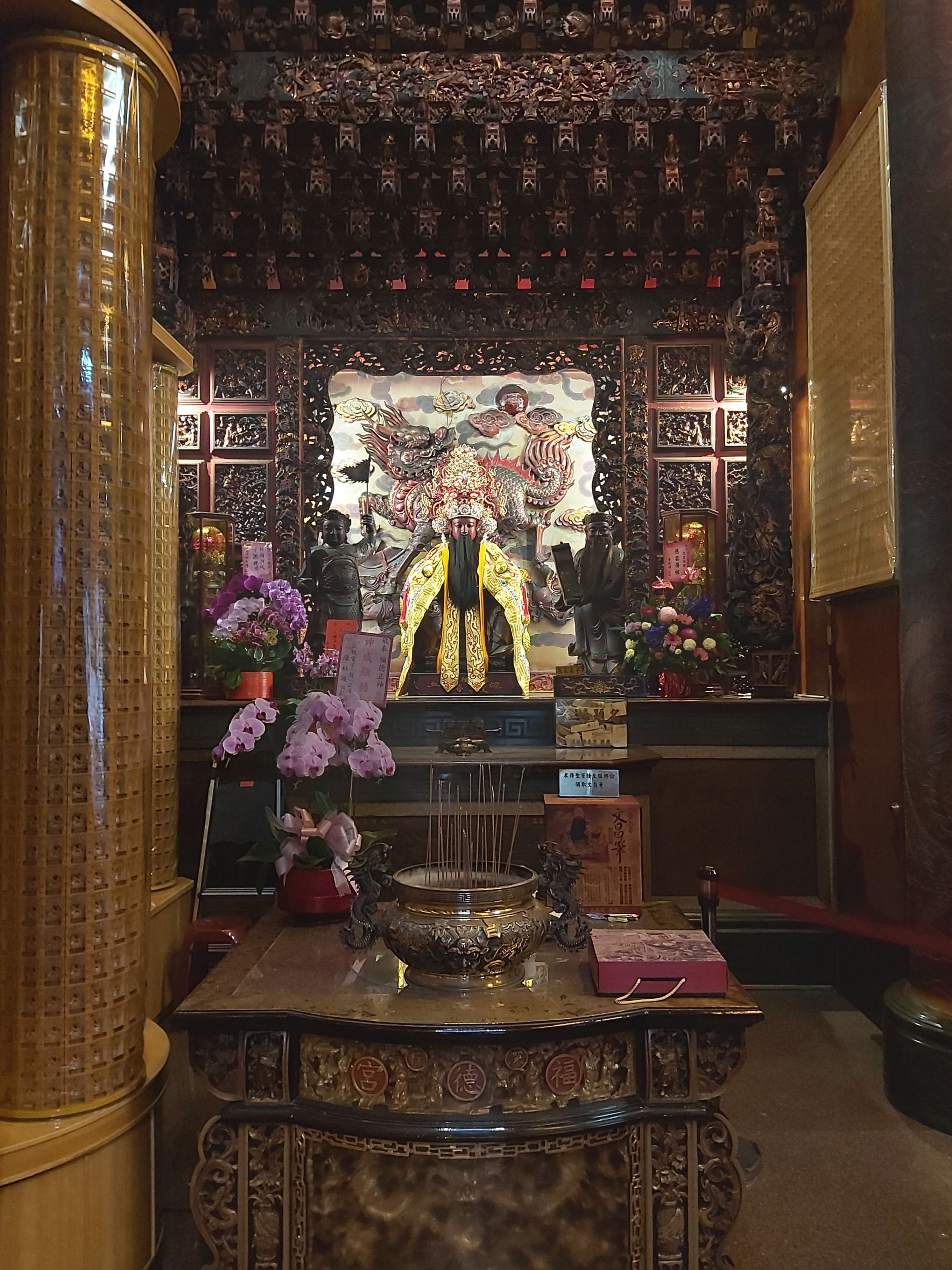
文昌帝君
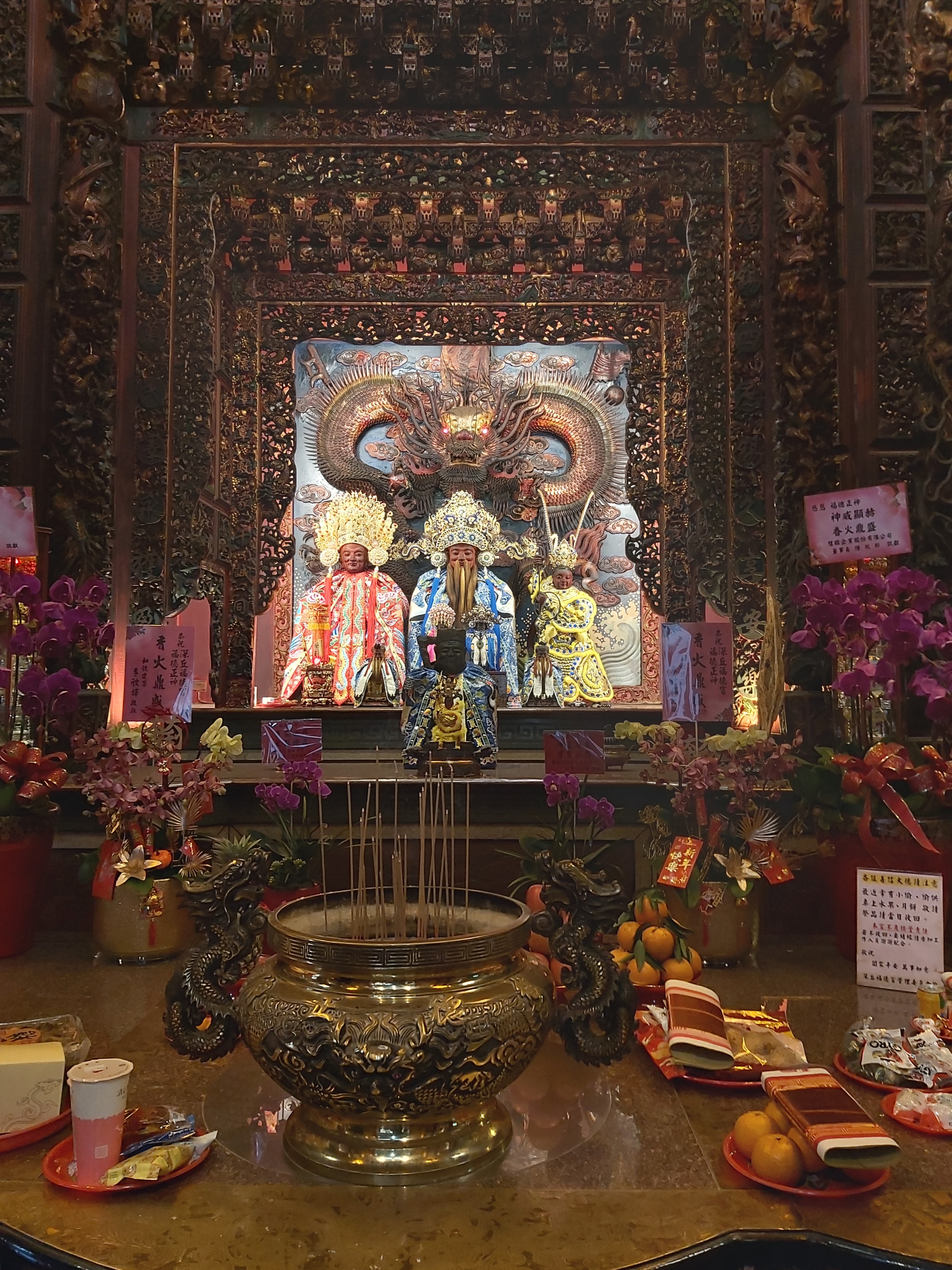
福德正神夫婦與中壇元帥
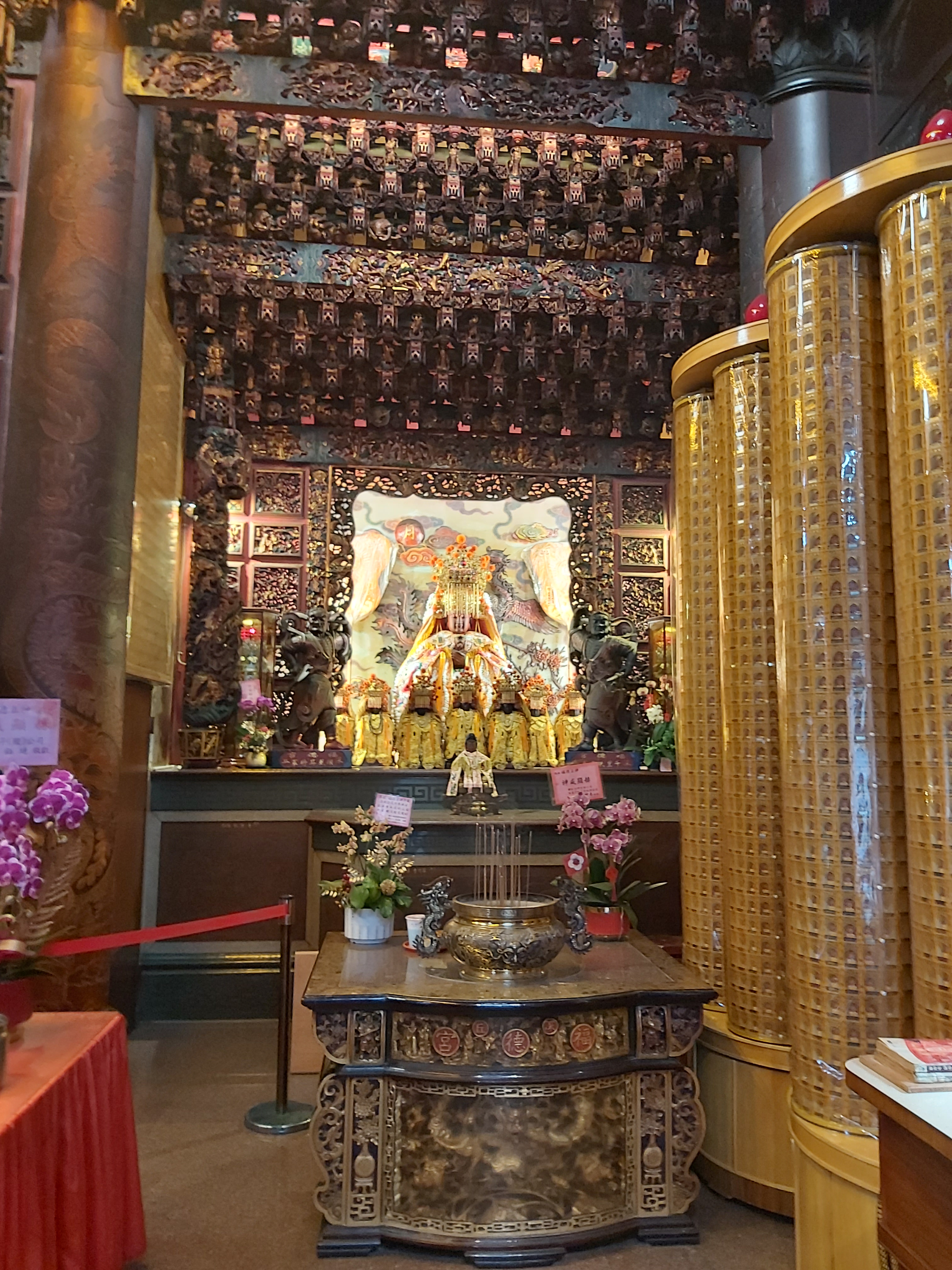
天上聖母